# Christian Brissart
 (décembre 2023).
Christian Brissart, né le 6 avril 1953 à Paris, est un auteur, slameur français,,. Il écrit principalement de la littérature noire, avec un domaine de prédilection : la folie. Il vit actuellement à Limoges. Ses œuvres sont éditées en grande majorité dans la maison d'édition Black-out, dirigée par Fabrice Garcia-Carpintero.

## Œuvres

### Publications[3]
- Camille, 1999, Point d'encrage, roman.
- Un, deux, trois, tuez ! 2000, roman.
- Nick et Susie détectives, enquêtes et filatures en tous genres, 2000, roman.
- Cul-de-sac ou Les sept derniers jours d'un fou, 2000, roman.
- Julie Camion, 2000, point d'encrage, roman.
- Ephéméride, à demain si nous vivons encore, 2004, Lucien Souny, Ephéméride.
- L'arrache lecteur, 2008, Black-out, éphéméride.
- Elle fait mes rides, 2009, Black-out, éphéméride.
- L'odeur de l'eau, 2009, Black-out, roman noir.
- Nuancier d'art, 2010, beau livre d'art, textes poétiques accompagnés des calligraphies d'Ismet Dogru.
- Assurance 666 ou La mort-vie de Bertrand O'Sullivan, 2011, Black-out, nouvelle noire.
- Moi, j'aime pas les chiens, 2011, Black-out, nouvelle noire.
- Journal d'une teigne, 2012, Black-out, roman noir.
- Joseph ou La fin du monde, 2013, Black-out, roman noir.
- Les monstres magnifiques, 2015, Black-out, recueil de 4 courts romans noirs.
- Le sourire du fou, 2016, Black-out, roman noir.
- Beignets de salope, 2018, Black-out, recueil de nouvelles noires[5].
- Delirium épais, 2021, Black-out, ensemble de deux courts romans noirs[1].
- L'homme est-il bon, 2023, Black-out, roman d'anticipation, illustré des photos de Jean-Pierre Brissart[6].
- Ecorchées, 2024, Black-out, recueil de nouvelles noires[4],

### Expositions
- Nuancier d'Art, exposition des œuvres d'Ismet Dogru et des textes de Christian Brissart, parus dans le livre éponyme en 2010, direction artistique de Fabrice Garcia-Carpintero[7].
- L'Homme est-il bon ? exposition des œuvres de Jean-Pierre Brissart parues dans le livre éponyme de Christian Brissart, à Limoges en 2023[8].